# Eulises Pavón
Eulises Ezequiel Pavón Alvarado (Diriamba, Carazo, 6 de enero de 1993) es un futbolista nicaragüense. Juega como delantero.

## Trayectoria
Se formó como futbolista en las divisiones menores de Diriangén. Debutó profesionalmente el 20 de agosto de 2010, en un triunfo 2-1 sobre el Xilotepelt FC, en el que hizo el segundo gol de su equipo. El 19 de junio de 2015, fichó por el Walter Ferretti, equipo con el que disputó la Concacaf Liga Campeones 2015-16.

## Selección nacional
En mayo de 2011 fue convocado por el técnico español Enrique Llena para un compromiso de carácter amistoso ante Cuba. El 3 de junio de 2012 anotó su primer gol con la Selección de fútbol de Nicaragua, en un partido amistoso contra Puerto Rico en Bayamón.
Fue nominado para jugar la Copa Centroamericana 2014 en Estados Unidos, donde vio acción en los juegos contra Costa Rica, Panamá y Honduras.

### Goles internacionales
Resumen de Goles con la Selección de Nicaragua, no se incluyen goles con las selecciones U20 y U23.
- Clasificación para la Copa Mundial de Fútbol 0 goles

- Amistosos 2 goles

- Copa de Oro 0 goles

- Copa Centroamericana 0 goles

- Goles Totales: 2 goles

| Núm. | Fecha      | Estadio, Ciudad y País                            | Oponente    | Goles | Resultado | Competencia |
| ---- | ---------- | ------------------------------------------------- | ----------- | ----- | --------- | ----------- |
| 1    | 03/06/2012 | Estadio Juan Ramón Loubriel, Bayamón, Puerto Rico | Puerto Rico | 1     | 1–1       | Amistoso    |
| 2    | 08/12/2015 | Estadio Nacional, Managua, Nicaragua              | Cuba        | 1     | 5–0       | Amistoso    |

## Clubes
| Club                   | País      | Año         |
| ---------------------- | --------- | ----------- |
| Diriangén              | Nicaragua | 2010 - 2015 |
| Walter Ferretti        | Nicaragua | 2015 - 2016 |
| Suchitepéquez          | Guatemala | 2017        |
| UNAN Managua           | Nicaragua | 2018        |
| Estudiantes de Caracas | Venezuela | 2019        |